# Рассеянность внимания
Рассе́янность внима́ния — нарушение способности к концентрации внимания. Рассеянность внимания относится к явлениям невнимания, так же как ошибки внимания и феномены избирательного (направленного) невнимания. Она различается по характеру и причинам возникновения.

## Виды
Выделяют несколько видов рассеянности внимания:
1. Истинное невнимание (рассеяние). Его впервые описал Уильям Джемс. В это время человек отключается от чего-то важного во внешней среде, от своих планов. Его внимание блуждает, длительно не останавливаясь ни на одном из объектов. Такое состояние можно назвать прострацией. Мысли и ощущения человека при этом расплывчаты, чувствуется упадок сил, неспособность сконцентрироваться на чем-либо определённом, отсутствие интереса к происходящему. Такой вид рассеянности возникает от бессонницы, от усталости, головной боли, монотонной и однообразной работы. Это состояние может сопровождаться скукой. Выделяют особый вид рассеяния внимания, феномен дорожного гипноза, он возникает, когда человек долгое время ведет машину по спокойной дороге, и ничего не происходит. Водитель впадает в состояние, подобное полудреме, есть ощущение «провала во времени» (он не ощущает времени, проведенного в дороге). Такое может случиться во время выполнения любой монотонной работы.
2. Мнимая рассеянность возникает вследствие трудности распределения внимания (человек не может распределить внимание между разными объектами внешней и внутренней среды). Она рассматривается как негативное следствие глубокой внутренней концентрации. Человек совершает ошибку из-за того, что сконцентрирован на решении какой-либо проблемы или собственных чувствах и размышлениях, и не замечает, что происходит вокруг него, например, в быту. Часто различают два её вида. Профессорская рассеянность, когда стройный и эмоционально нейтральный ход размышлений логически упорядочен и направлен на решение сложных задач. Поэтическая рассеянность, когда человек находится в состоянии мечтательности. В этих двух видах рассеянность может проявляться в ошибках невнимания, когда нарушается привычный автоматизированный ход деятельности. Любой человек, если поглощен чем-либо, становится невнимательным. Также выделяют вид мнимой рассеянности, когда внешний объект всецело поглощает внимание, например, «гипноз цели» у военных летчиков.
3. Ученическая рассеянность проявляется как чрезвычайная подвижность и отвлекаемость внимания. Внимание непроизвольно перемещается с одного объекта на другой, не задерживаясь длительно ни на одном из них. Встречается у детей с СДВГ и некоторыми видами психопатологии.
4. Старческая рассеянность - плохая переключаемость в сочетании с недостаточно активной концентрацией, внимание застревает на чем-либо, но при этом степень внимания невелика, и поэтому такое сосредоточение неэффективно[1].
5. Гештальтпсихологи в начале двадцатого века писали, что о рассеянности можно также говорить, как о напряженном невнимании к определённым действиям, мыслям, чувствам. Например, трудно сосредоточиться на определённых эмоциональных и аффективных состояниях, таких как гнев.
6. Также выделяют моторное, когнитивное или избирательное невнимание, например, к привычной обстановке, тиканию часов, биению сердца и т. д.
7. Мотивационно-обусловленное невнимание возникает, когда человек старательно, но не всегда осознанно избегает каких-либо мест или людей, не думает об определённых темах. Такого рода рассеянность описывалась З. Фрейдом в его монографии «Психопатология обыденной жизни».

Определённые трудности сосредоточения внимания возникают при прочтении хорошо знакомого текста, часто повторяемых действий и речей и т. д.

## Причины
Рассеянность внимания приобретается в течение жизни человека, а не является врожденной. Данный симптом не является нозоспецифическим и может возникать вследствие разных причин. Есть мнение, что рассеянность внимания может быть отражением бессознательного нежелания делать то, на чём оно должно быть сосредоточено. Рассеянность внимания может возникать от усталости, бессонницы, головной боли, однообразной и монотонной деятельности (чаще такое встречается при первом виде рассеянности). Рассеянность внимания также появляется вследствие органического поражения головного мозга.
Она встречается при различных психических заболеваниях, например, таких как депрессия или тревожное расстройство, когда человеку трудно сконцентрировать внимание на чем-либо. Существует понятие апрозексия, то есть полное выпадение внимания.

## Лечение
Так как рассеянность внимания не является нозоспецифическим признаком, то и лечится или корректируется в зависимости от причины возникновения. Если она возникает вследствие тревожного или депрессивного расстройства, то назначаются антидепрессанты и препараты с анксиолитическим эффектом, если вследствие органического поражения головного мозга — ноотропные препараты. В некоторых случаях она вообще не требует медикаментозного лечения, а необходим отдых или устранение причины в виде психотравмирующей ситуации с помощью психотерапии.